# Safety Harbor
Safety Harbor is een plaats (city) in de Amerikaanse staat Florida, en valt bestuurlijk gezien onder Pinellas County.

## Demografie
Bij de volkstelling in 2000 werd het aantal inwoners vastgesteld op 17.203.
In 2006 is het aantal inwoners door het United States Census Bureau geschat op 17.363, een stijging van 160 (0.9%).

## Geografie
Volgens het United States Census Bureau beslaat de plaats een oppervlakte van
13,0 km², waarvan 12,7 km² land en 0,3 km² water. Safety Harbor ligt op ongeveer 6 m boven zeeniveau.

## Plaatsen in de nabije omgeving
De onderstaande figuur toont nabijgelegen plaatsen in een straal van 16 km rond Safety Harbor.